# Wolfgang Peters
Wolfgang «Sully» Peters (Dortmund, República de Weimar, 8 de enero de 1929-22 de septiembre de 2003) fue un jugador y entrenador de fútbol alemán. En su etapa como jugador profesional se desempeñaba como delantero.

## Selección nacional
Fue internacional con la selección de Alemania Federal en una ocasión. Formó parte de la selección que obtuvo el cuarto lugar en la Copa del Mundo de 1958, a pesar de no haber jugado ningún partido durante el torneo.

### Participaciones en Copas del Mundo
| Mundial                        | Sede   | Resultado    | Partidos | Goles |
| ------------------------------ | ------ | ------------ | -------- | ----- |
| Copa Mundial de Fútbol de 1958 | Suecia | Cuarto lugar | 0        | 0     |

## Clubes

### Como jugador
| Club              | País             | Año       |
| ----------------- | ---------------- | --------- |
| Borussia Dortmund | Alemania Federal | 1954-1963 |

### Como entrenador
| Club                   | País             | Año |
| ---------------------- | ---------------- | --- |
| TSC Eintracht Dortmund | Alemania Federal | ¿-? |

## Palmarés

### Campeonatos regionales
| Título        | Club              | País             | Año  |
| ------------- | ----------------- | ---------------- | ---- |
| Oberliga West | Borussia Dortmund | Alemania Federal | 1956 |
| Oberliga West | Borussia Dortmund | Alemania Federal | 1957 |

### Campeonatos nacionales
| Título            | Club              | País             | Año  |
| ----------------- | ----------------- | ---------------- | ---- |
| Campeonato alemán | Borussia Dortmund | Alemania Federal | 1956 |
| Campeonato alemán | Borussia Dortmund | Alemania Federal | 1957 |
| Campeonato alemán | Borussia Dortmund | Alemania Federal | 1963 |